# 笑待席
『笑待席』（しょうたいせき）は、1968年4月2日から同年10月8日まで日本テレビ系列局で放送されていた日本テレビ製作の演芸番組である。カラー放送。サントリーの一社提供。放送時間は毎週火曜 21:00 - 21:30 （日本標準時）。

## 概要
ゲストには自身が何をやらされるのか、どんな目に合わされるのかを一切知らせないまま進行していた型破りな演芸番組。司会は七代目立川談志、前田武彦、初代林家木久蔵（後の林家木久扇）の3人が務めていた。収録は後楽園ホールで行われていた。
番組は半年で打ち切られたが、終了から1年後の1969年4月に『夜の笑待席』と題して復活した。

## ネット局
特筆の無い限り全て同時ネット。
- 日本テレビ（制作局）
- 北日本放送[5]
- 福井放送[5]